# Cedendambyn Bajarsajchan
Cedendambyn Bajarsajchan (ur. 19 listopada 1964) – mongolski zapaśnik w stylu wolnym. Zajął 18. miejsce na mistrzostwach świata w 1995. Brązowy medal mistrzostw Azji w 1993 roku.